# Транспорт в Японии

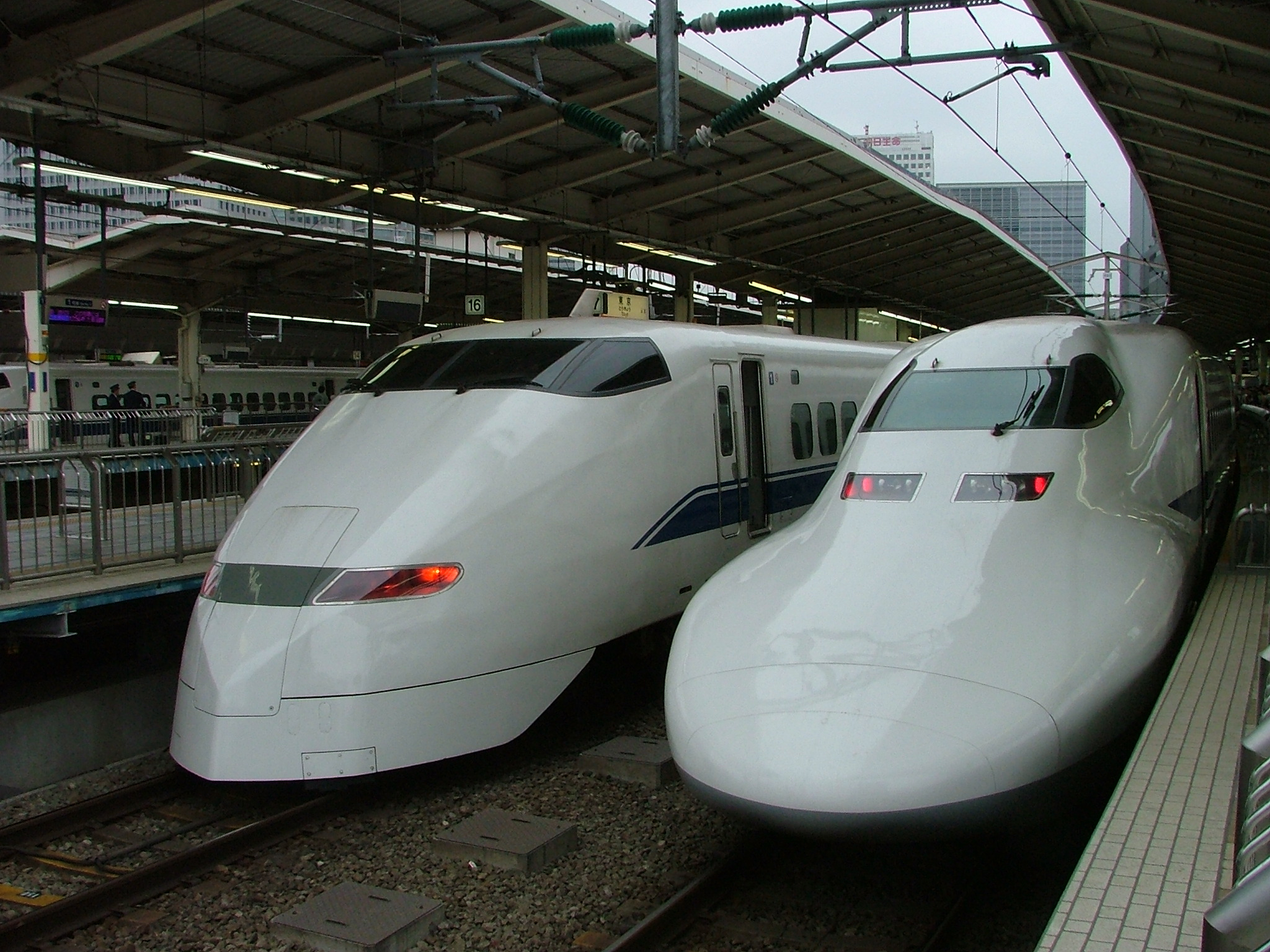
Поезда Синкансэн на станции Токио

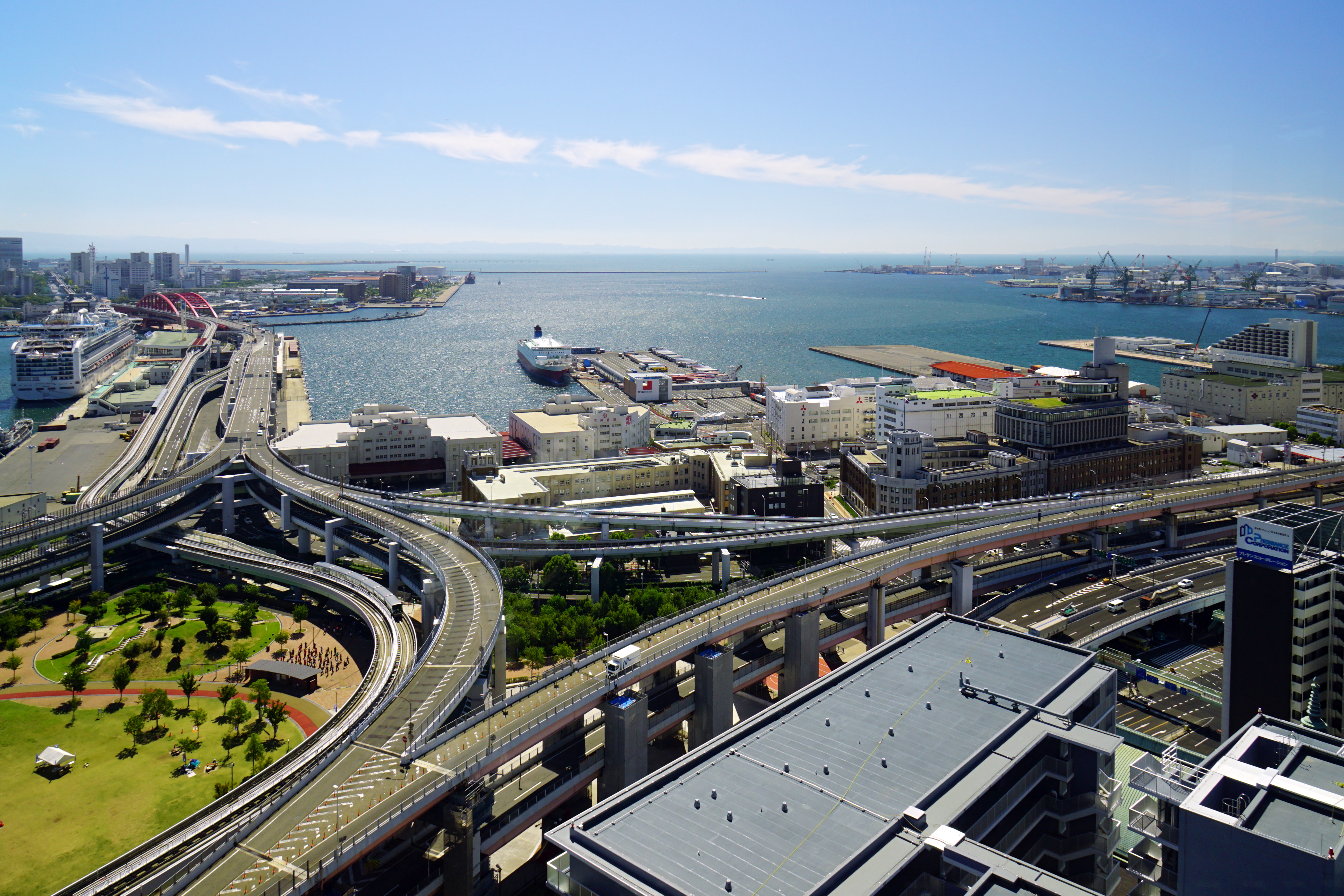
Порт Кобе

Япония обладает современной и эффективной транспортной системой, обслуживающей более чем 100 млн человек.
Японский транспорт известен своими скоростными электропоездами Синкансэн.
Правительство Японии инвестирует существенные средства в развитие транспортной инфраструктуры. В Японии насчитывается около 1,2 млн километров автомобильных дорог. Правила дорожного движения в Японии предписывают левостороннее движение. Единая сеть высокоскоростных платных дорог соединяет крупные города и находится в ведении предприятий, собирающих плату за проезд.
Десятки частных японских железнодорожных компаний конкурируют на региональных и местных рынках пассажирских перевозок. Например компании: JR Group, Kintetsu Corporation, Seibu Railway и Keio Corporation.
Большинство частных железных дорог в Японии являются финансово независимыми, а их коммерческая деятельность является прибыльной, что резко контрастирует с большинством железнодорожных сетей в других странах мира. Японские частные железнодорожные линии очень эффективны, требуют мало субсидий и строго придерживаются расписания. Порядка 250 высокоскоростных поездов Синкансэн соединяют крупные города.
Крупнейший внутренний аэропорт Ханэда является самой оживленной воздушной гаванью Азии. Главными международными аэропортами Японии считаются Нарита, Кансай и Тюбу.
Самый крупный порт Японии — Порт Нагоя.
В большинстве городов Японии в систему общественного транспорта входят поезда, метрополитен и автобусы. Такси также используется при перевозке пассажиров, но относится к категории дорогостоящего транспорта. В крупных городах Японии широко развита система метрополитена, но все-таки основная часть перевозок приходится на наземный транспорт, применяется и такой вид транспорта как трамваи и монорельсовые системы.

## История
Начиная с эпохи Нара создание единого общегосударственного информационного поля сопровождалось значительной активностью в области создания дорожной инфраструктуры (т.е. дороги играли роль «канала информации»). Создание дорожной сети было одним из наиболее значимых государственных проектов (наряду со строительством столицы. Управлений провинций и уездов, многочисленных буддийских храмов) по формированию антропогенной среды обитания. Дорожная сеть была призвана облегчить обменные процессы между центром и периферией, между отдельными регионами, различными хозяйственными укладами. Однако, судя по всему, планомерное строительство дорожной сети было начато не ввиду экономической потребности в ней периферии (дороги, обеспечивавшие местные нужды, возникли ранее «естественным» образом без всякого вмешательства правительства), но поскольку они были нужны прежде всего центру — исходя из соображений престижности, управленческих и военных нужд. Еще в начале VII в. (императрицы Суйко) было проложено несколько прямых дорог. Одна из них соединяла расположенные в Асука резиденции японских правителей с Нанива, где находилась морская гавань, куда прибывали китайские и корейские послы. Другие дороги, построенные позднее, соединяли Фудзивара и Нара. О выдающемся значении, предававшемся раннеяпонским государством строительству дорог, свидетельствует известный указ 645 года, знаменующий собой начало реформ и переход к «современному» государству. В этом указе наряду с радикальными реформами прежней системы социально-политического и экономического устройства большое внимание уделяется созданию сети почтовых дворов, призванных обеспечить бесперебойное сообщение — быстрое прохождение информационного сигнала (доставку распоряжений правительства и отчетов с мест). К этому времени правящая элита уяснила, что энергию подведомственного ей населения можно использовать более практичным образом, нежели на сооружение гигантских курганов. В VIII в. было проложено семь так называемых «государственных дорог» (кандо:), соединявших столицу Нара с основными регионами (до:) и служивших в качестве их границ. Они назывались следующим образом: То:кайдо: (проходила вдоль берега Тихого океана от столицы через провинцию Хитати до провинции Муцу, соединяясь с То:сандо:), То:сандо: (проходила по центру Хонсю от столицы до провинций Муцу и Дэва), Хокурикудо: (проходила вдоль побережья Японского моря от столицы до провинции Этиго), Санъиндо: (проходила вдоль побережья Японского моря от столицы до провинции Нагато), Санъё:до: (проходила по побережью Хонсю, обращенному в сторону Внутреннего Японского моря, от столицы до провинции Нагато), Нанкайдо: (проходила от столицы до Авадзи и затем по берегу Сикоку, обращенному в сторону Внутреннего Японского моря с ответвлениями во все четыре расположенных там провинции) и Сайкайдо: (проходила по провинциям острова Кюсю).
Исходя из важности дорог, они были ранжированы как «большие», «средние» и «малые». Статус «большой» имела только Санъё:до: — поскольку Кюсю был основным источником информации с материка (во второй половине VII—VIII вв. Япония постоянно опасалась вторжения из Силла и Китая). Статус «средних дорог» был присвоен То:кайдо: и То:сандо: (ввиду военной экспансии Японии на север Хонсю эти направления были признаны стратегически важными). Остальные дороги считались «малыми». На «государственных» дорогах были возведены Управления провинций. От Управлений провинций были проложены дороги к Управлениям уездов. На дорогах располагались почтовые дворы, предназначением которых было обеспечение государевых гонцов ночлегом и лошадьми. В зависимости от статуса дороги на них содержалось от 5 до 20 лошадей (всего же — около 4200). Как правило, эти почтовые дворы располагались на расстоянии приблизительно 16 км друг от друга (их общее число составляло чуть более 400).
Раньше считалось, что данные законодательных сводов об устройстве дорожной инфраструктуры являются в значительной степени фикцией, а ширина дорог не превышала 1—2 м. Однако аэрофотосъемки и археологические разыскания недавнего времени показали, что дороги в период Асука и Нара были не только прямыми, но и достаточно широкими (дорога Нанива-Нара — 18 м, Фудзивара-Нара — 23 м, Нара — Управления провинций — Управления уездов — 6—13 м), т.е. они сложились не в силу «естественного» хода событий, но были результатом планомерной деятельности государства (частичное исключение составляют существовавшие издавна дороги внутри уездов, которые затем были усилиями государства спрямлены и соединены в одну сеть с вновь построенными). Формирование в древности централизованного государства с абсолютной неизбежностью сопровождается широкомасштабным строительством дорог. Ведут же они всегда в столицу. Однако их более конкретное функциональное предназначение может быть различным. Начало строительства государственных дорог в Римской империи (их протяженность оценивается в 290 тысяч км при ширине в 3—5 м) было вызвано прежде всего пространственной экспансией и военными нуждами. Циньская династия, объединившая в 221 году до нашей эры Китай, также активно занималась строительством дорог, но при этом 54 % дорожной сети протяженностью в 120 тысяч км предназначались для церемониального объезда императором подчиненных ему территорий. В Японии VIII века не практиковалось ритуального объезда императором страны (часто встречающийся в других культурах ритуал объезда имеет в Японии форму «осматривания страны» — куними, когда правитель, поднявшись на священную гору, «присваивает» территорию взглядом). «Государственные дороги» использовались для передачи информации (передача на места распоряжений центральных властей и отчетов местных властей в столицу), для военных нужд (перемещения войск во время завоевательных экспедиций против эмиси, подавления мятежа Фудзивара-но Хироцугу, потенциально возможная война с континентальными странами), для доставки налогов и товаров, транспортировки людей и грузов при проведении общественных работ (строительство административных зданий, буддийских храмов, ирригационных сооружений). Землемерные работы, связанные с надельным землепользованием и проведением административных границ между провинциями, также имели своей точкой отсчета именно государственные дороги.
Примером того, каким образом осуществлялись экономические коммуникации между центром и периферией, могут послужить сравнительно хорошо документированные контакты с провинцией Вакаса (префектура Фукуи). Основным продуктом, который традиционно доставлялся из Вакаса, была соль (поскольку залежи каменной соли в Японии отсутствуют, ее там всегда производили выпариванием из морской воды). Расположенная между побережьями Японского моря и озера Бива, эта провинция относилась к разряду «ближних». Процесс доставки натурального налога (тё:) начинался во второй декаде 8-й луны («ближние» провинции должны были закончить доставку к концу 10-й луны, «среднеудаленные» — к концу 11-й луны, «дальние» — к концу года). Каждый тягловый крестьянин в возрасте от 21 года до 60 лет был обязан поставите около 21 кг соли. Крестьянские дворы доставляли эту соль в Управление уезда. Там к каждому мешку с солью прикрепляли моккан, в котором указывалось — в каком году, от кого, из какого села и в каком количестве поступил налог. После того как эта процедура завершалась во всех уездах, начиналась доставка соли в столицу, причем эту операцию возглавляли лично управитель провинции и управители уездов. Доставка соли в столицу осуществлялась специально выделенными для этого крестьянами, причем община должна была отпускать средства для их прокорма на пути в столицу. Путь до столицы занимал около четырех дней (часть маршрута могла проходите по озеру Бива). Ночевать же приходилось в открытом поле, использование для ночлега почтовых станций запрещалось (находившиеся там лошади также не могли быть использованы в качестве тягловой силы). После складирования налога в столице крестьяне возвращались домой, причем им выдавались средства для закупки провианта в дороге (населению в придорожных селах вменялось в обязанность продавать им продовольствие).
При создании общегосударственной системы сообщения водные пути и коммуникации были почти полностью проигнорированы (это касается как рек, так и моря). Текущие в широтном направлении японские реки не обладают большой протяженностью и, в силу большого перепада высот, малоудобны для сообщения. Хотя и существовали расположенные на реках лодочные почтовые станции, число их было крайне невелико. Что касается моря, то, по всей вероятности, морские пути не считались достаточно надежными. Данная стратегия была, несомненно, стратегией чисто сухопутного земледельческого государства. Поскольку лошади в Японии были дороги, а количество их не так велико, то обычно считается, что ответственным за доставку налоговых поступлений приходилось тащить груз на себе (японистам такое предположение кажется сильным преувеличением ввиду явной невозможности обработки такого количества грузов только с помощью мускульной силы). В любом случае, однако, источники свидетельствуют о многочисленных случаях голода, смертей и болезней среди тех, кто занимался доставкой налогов, что говорит о предельной тяжести этого занятия. В связи с этим, а также по причине тяжести труда тех, кто был занят строительством столичных объектов, на дорогах нарской Японии можно было обнаружить немало беглых крестьян. Для их поимки, а также для поимки других лиц, которые преступили закон, на границах важнейших провинций были учреждены заставы, пройти которые можно было лишь предъявив соответствующий пропуск. Если же беглеца поймать не удавалось, то пятидворка, к которой он был приписан, предоставляла человека ему на замену.
Вход в столицу и во дворец, равно как и выход оттуда, также осуществлялись в режиме пропускной системы. Поскольку значительная часть населения Нара владела земельными наделами (а низкоранговые чиновники зачастую сами занимались обработкой земли), то покидать пределы столицы им приходилось довольно часто. Сохранившиеся пропуска, выписанные на моккан (с 715 г. они стали выписываться на бумаге с приложением печати), свидетельствуют, что там указывались не только сведения о данном человеке (имя, ранг, место приписки, цель путешествия), но также масть и возраст его лошади (если, разумеется, таковая имелась). Все это, разумеется, создавало определенные неудобства для путешествующих, в том числе и для торговцев. Сделав столицу основным хранилищем налоговых поступлений, двор затем занимался их распределением в соответствии со своими нуждами. Помимо потребления в самой столице (именно на нее приходилась основная доля потребления налогов), существовала и определенная необходимость доставки налоговых поступлений в другие места. Наиболее показательный пример представляет собой табличка моккан о доставке соли в провинцию Кавати. Эта соль была доставлена из Нара, но первоначальным отравителем соли указана при этом провинция Вакаса. Поскольку Кавати расположена на пути из Вакаса в Нара, то наиболее экономически целесообразным было бы привезти соль из Вакаса непосредственно в Кавати. Однако логика централизованного государства этого времени была абсолютно другой: сначала налоговые поступления складируются в самой столице, а уже потом отравляются туда, куда сам двор сочтет необходимым.
«Внеэкономическая» логика была характерна для модуса поведения государства во всех областях его деятельности. В VIII в. был короткий период (740—745 гг.), когда резиденция императора Сё:му покинула Нара и началось строительство столицы в Куни. Однако в связи с тем, что помыслы Сё:му были направлены в тот момент на сооружение огромной статуи Будды и буддийского храма Ко:гадэра, строительство Куни было приостановлено. И тогда Сё:му предпринял не слишком характерное для государственной организации централизованного типа действие — опрос чиновников и торговцев на рынке в Куни относительно того, где должна располагаться столица — в Куни или в Нанива. Мнение чиновников разделилось приблизительно поровну. Торговцы же практически единогласно высказались за Куни. Совершенно понято, что именно торговцы в наибольшей мере руководствовались соображениями экономической целесообразности, а само обращение к ним свидетельствует об определенном желании учета и их мнения (столица с ограниченными возможностями ее населения по самообеспечению не могла существовать без рынков). Однако принятое «волевое» решение (возвращение резиденции в Нара) говорит о превалировании «внерыночного» компонента в организации и функционировании государства того времени.
Созданная дорожно-транспортная система показала свою эффективность. В VIII в. расстояние между Кюсю и Нара покрывалось государевыми гонцами за 4—5 дней, а между северо-восточными районами Хонсю и столицей — за 7—8 дней. Вместе с эрозией государственных институтов и структур в период Хэйан в начале IX в. этот срок увеличился до 6—12 дней в первом случае и до 13 дней — во втором. Это произошло ввиду сокращения количества почтовых дворов и ухудшения дорог, которые стали уже и искривленнее. Многие из них были заброшены, немало мостов также пришло в негодность. В «Сарасина никки» («Дневнике путешествия из Сарасина», XI в.) описывается возвращение в столицу бывшего губернатора провинции после окончания срока службы в Кадзуса, во время которого путешественникам приходится останавливаться на ночлег в личных домах и даже строить шалаши, что было немыслимо в VIII в., когда путешествующих чиновников обязательно ждал ночлег на почтовых станциях. Самые оживленные тракты в период Токугава (XVII - первая половина XIX века) не превышали в ширину 3—6 м, а комиссия западных экспертов отмечала в 1956 году.: «Дороги в Японии находятся в немыслимом состоянии. Среди индустриальных стран нет такой, которая бы в такой степени, как Япония, игнорировала дорожную инфраструктуру». В настоящее время, однако, Япония обладает одной из лучших дорожных сетей в мире.

## Железнодорожный транспорт

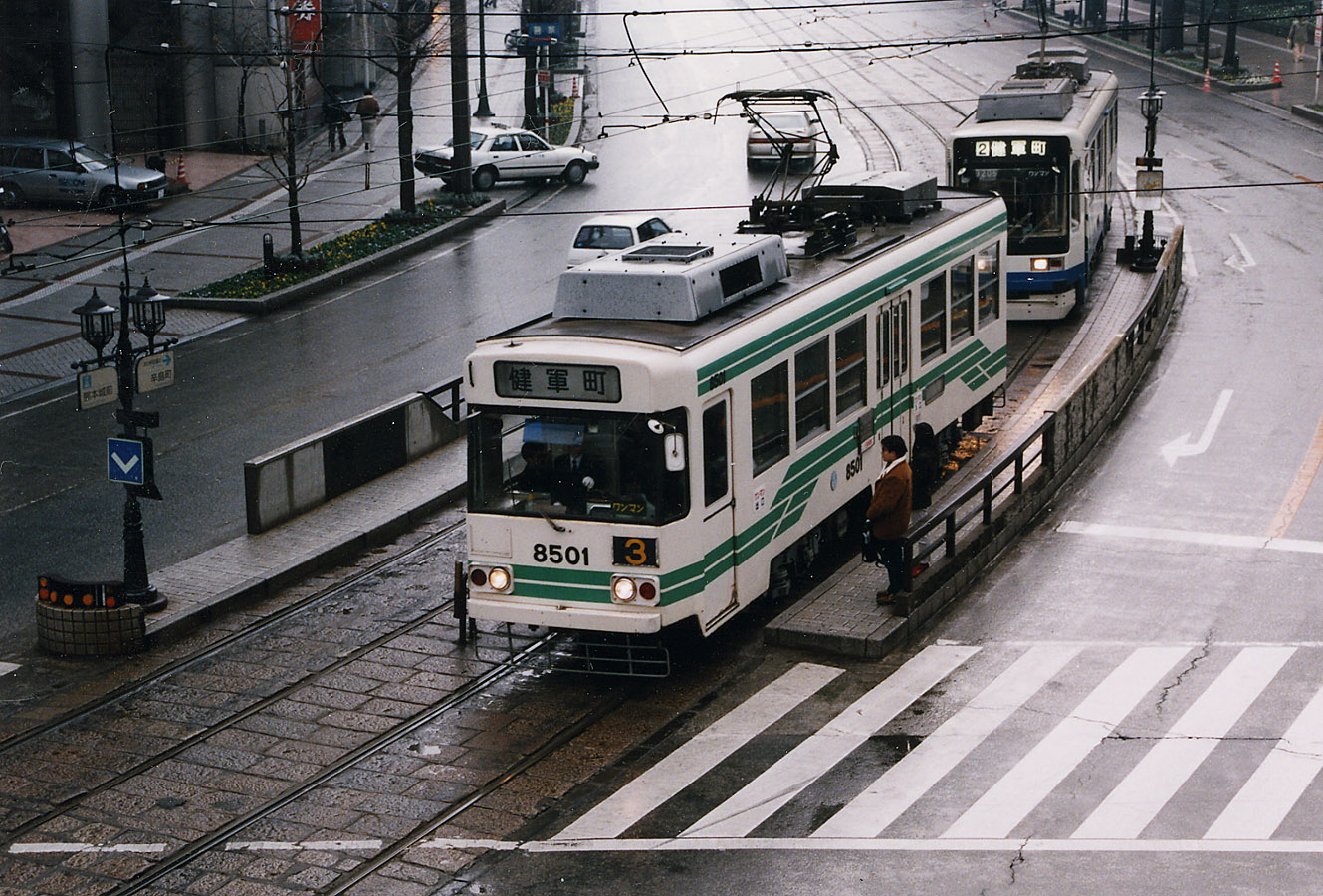
Трамвай в Кумамото

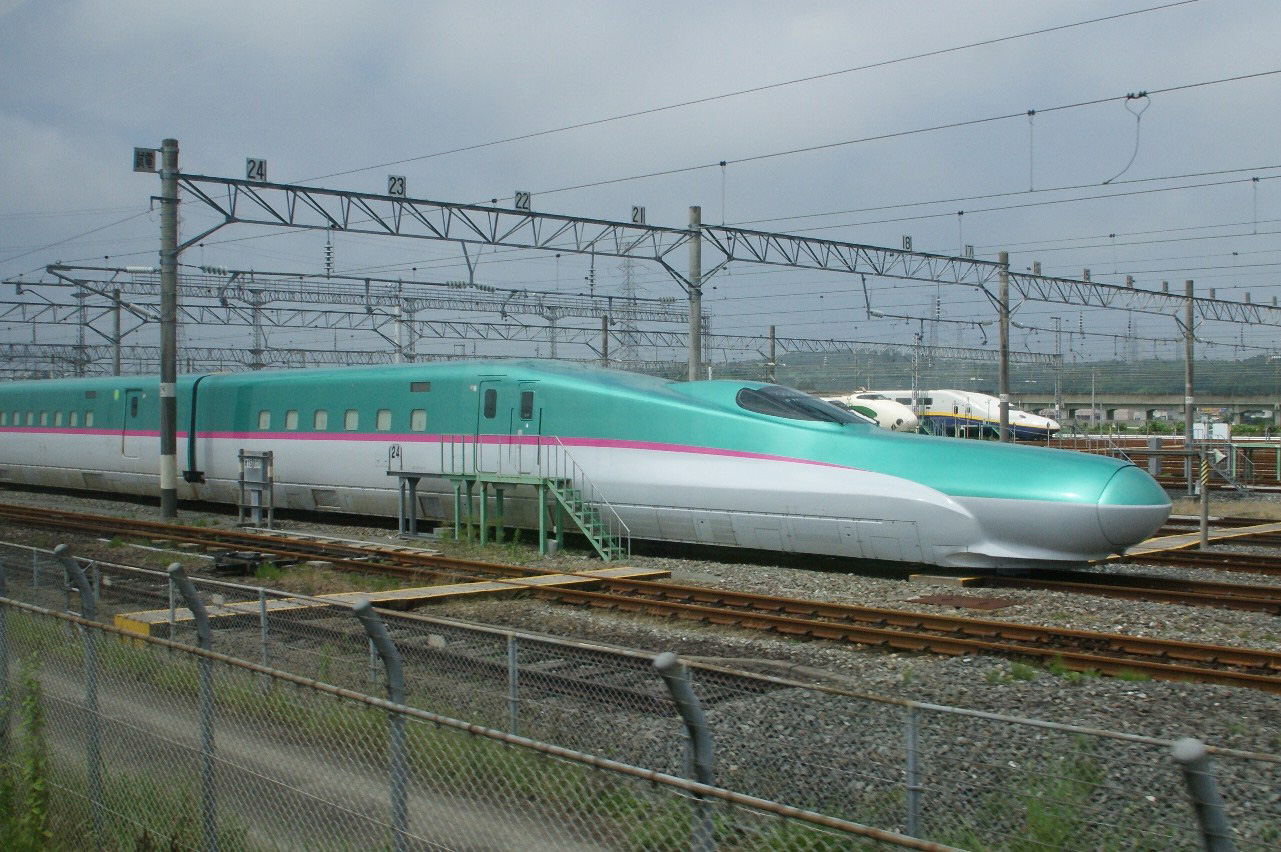
Синкансэн Серии E5

Одним из основных средств перевозки пассажиров в Японии является железная дорога. Она характеризуется массовым и высокоскоростным междугородным, а также пригородным транспортом для пассажиров, ежедневно совершающих поездки в мегаполисы. Семь частных железнодорожных компаний Японии, которые находились в руках государства до 1987 года, покрывают большую часть страны. Также есть железнодорожные сервисы, предоставляемые частными компаниями, региональными правительствами и компаниями, основанными обеими сторонами. Японские поезда известны точным следованием транспорта по расписанию. Пять станций (Синдзюку, Икэбукуро, Сибуя, Осака (станция), Умэда (станция)) обслуживают по 2 миллиона пассажиров в день каждая, делая японцев нацией, которая больше всех пользуется железными дорогами в расчёте на душу населения. Из-за массового использования железнодорожного транспорта, в Японии 46 из 50 самых загруженных железнодорожных станций в мире.
Общая протяжённость железных дорог — 27 311 км, из которых 4 800 км — электрифицированная со стандартной шириной колеи 1435 мм и 124 км — с узкой электрифицированной колеёй. Около половины из 22 207 км 1067-мм пути и 48 км 762-мм пути электрифицировано.
Города Фукуока, Кобе, Киото, Нагоя, Осака, Саппоро, Сэндай, Токио, Иокогама, Хиросима имеют метро.
Трамвайные системы сохранились в городах Токио (Enoden, Линия Сэтагая (Токю), Тоден Аракава, Осака, Киото, Саппоро, Нагасаки, Оцу, Фукуи, Кумамото, Китакюсю, Кагосима, Хакодатэ, Тояма, Такаока, Мацуяма. Самая большая система находится в Хиросиме. При этом в 2023 году была открыта новая трамвайная система в городе Уцуномия, которая стала первой в Японии за последние 75 лет.
Япония имеет одну из наиболее развитых транспортных систем в мире. Первая железная дорога была построена между Токио и Йокогамой в 1872 году.
Ежедневно работает порядка 250 высокоскоростных поездов Синкансэн. Самые быстрые поезда Синкансэн — Синкансэн Серии E5 и Синкансэн Серии E6, которые развивают максимальную скорость 320 км/ч. Поезд записывается как опоздавший, если он не прибывает в указанное время. В 2003 году средняя задержка поезда на Токайдо-синкансэн составляла 6 секунд. Первая в Японии полностью автоматизированная беспилотная железная дорога находится в Токио. Поезда ходят между станциями Симбаси и Тоёсу.

## Дорожный транспорт

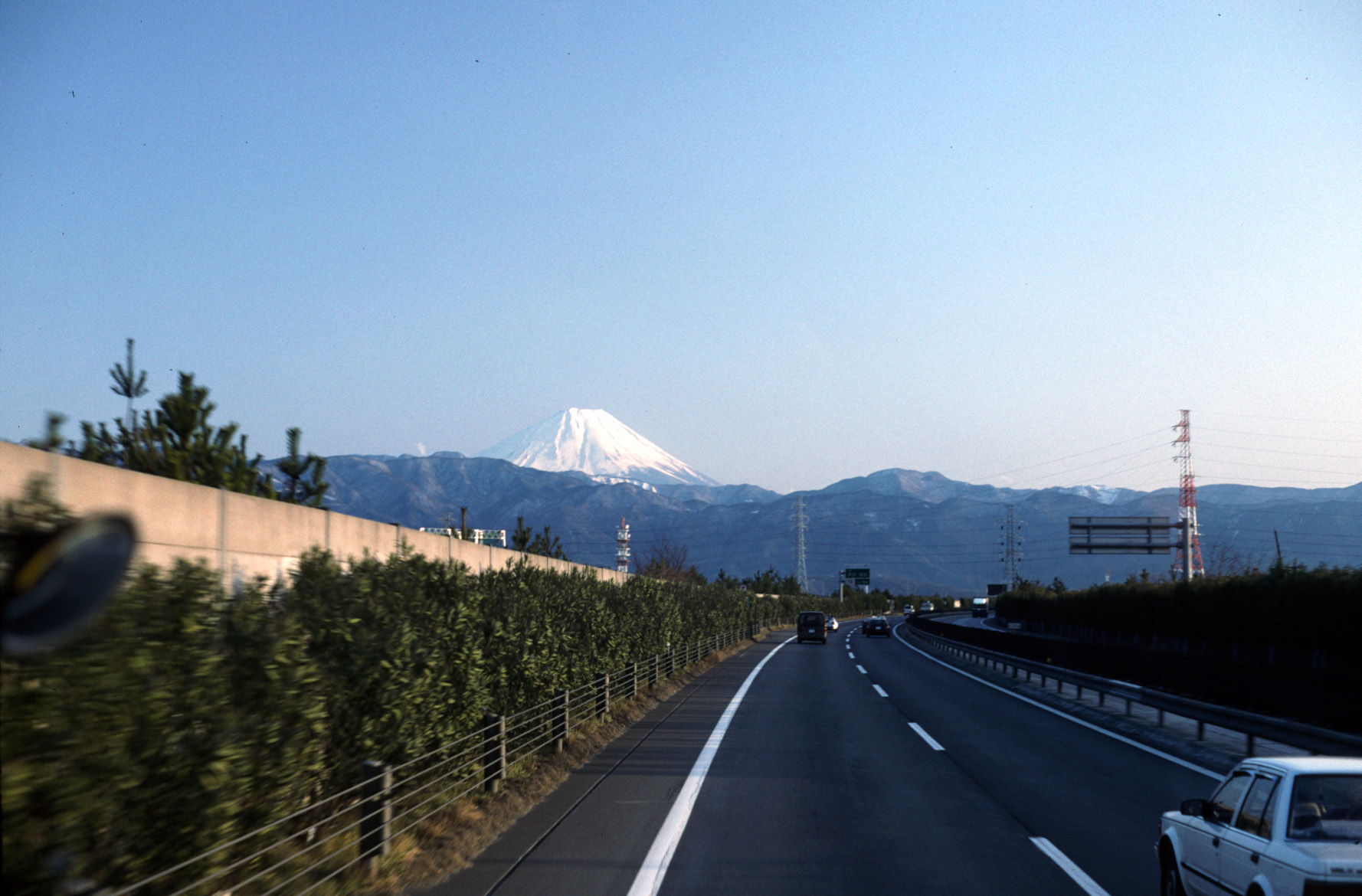
Гора Фудзияма видна со Скоростной автомагистрали Тюо

В Японии 1 218 772 км дорог, 992 835 км которых — с покрытием (включая 10 021 км скоростных автомагистралей) и 225 937 км грунтовых дорог (2015 год). Единая сеть высокоскоростных разделенных платных дорог с ограниченным доступом соединяет главные города на Хонсю, Сикоку и Кюсю. У Хоккайдо отдельная сеть, также на островах Окинавы есть автомагистраль этого типа.
Дорожные пассажирские и грузовые перевозки значительно увеличились в течение 1980-х годов, увеличилось как количество собственников автотранспортных средств, так и качество самих дорог страны. Автобусные компании, включая JR Bus, управляют дальним автобусным сообщением на расширяющейся сети скоростных автомагистралей. В дополнение к относительно невысоким тарифам за проезд и довольно удобному размещению, автобусы комфортно использовать ещё и потому, что они продолжают обслуживание в течение ночи, когда воздушное и железнодорожное сообщения ограничены. Но стоит помнить, что поездки на автобусе требуют гораздо больше времени.
Одни из последних больших проектов инфраструктуры — это строительство Моста Сэто (открыт в 1988 году) и комбинации моста-тоннеля через Токийский залив Tokyo Bay Aqua-Line (открыт в 1997 году).
Хотя количество ДТП уменьшалось, отчасти благодаря более строгому осуществлению законов о вождении в нетрезвом виде, в 2016 году по данным ВОЗ произошло 5224 смертельных случаев на японских дорогах или 4,1 смертей на 100 000 жителей. Это самый низкий показатель смертности на дорогах среди стран с более чем 100 млн населением и третий самый низкий среди стран Азии, ниже только на Мальдивах 0,9 и в Сингапуре 2,8 смертей на 100 000 человек. Общее число смертей в результате ДТП снизилось до 2610 в 2022 году.
Можно отметить, что в городах Японии полностью отсутствует наземный троллейбусный транспорт (последний городской троллейбус в Йокогаме был упразднён в 1972 году), при этом имеется подземный троллейбус.

## Воздушный транспорт

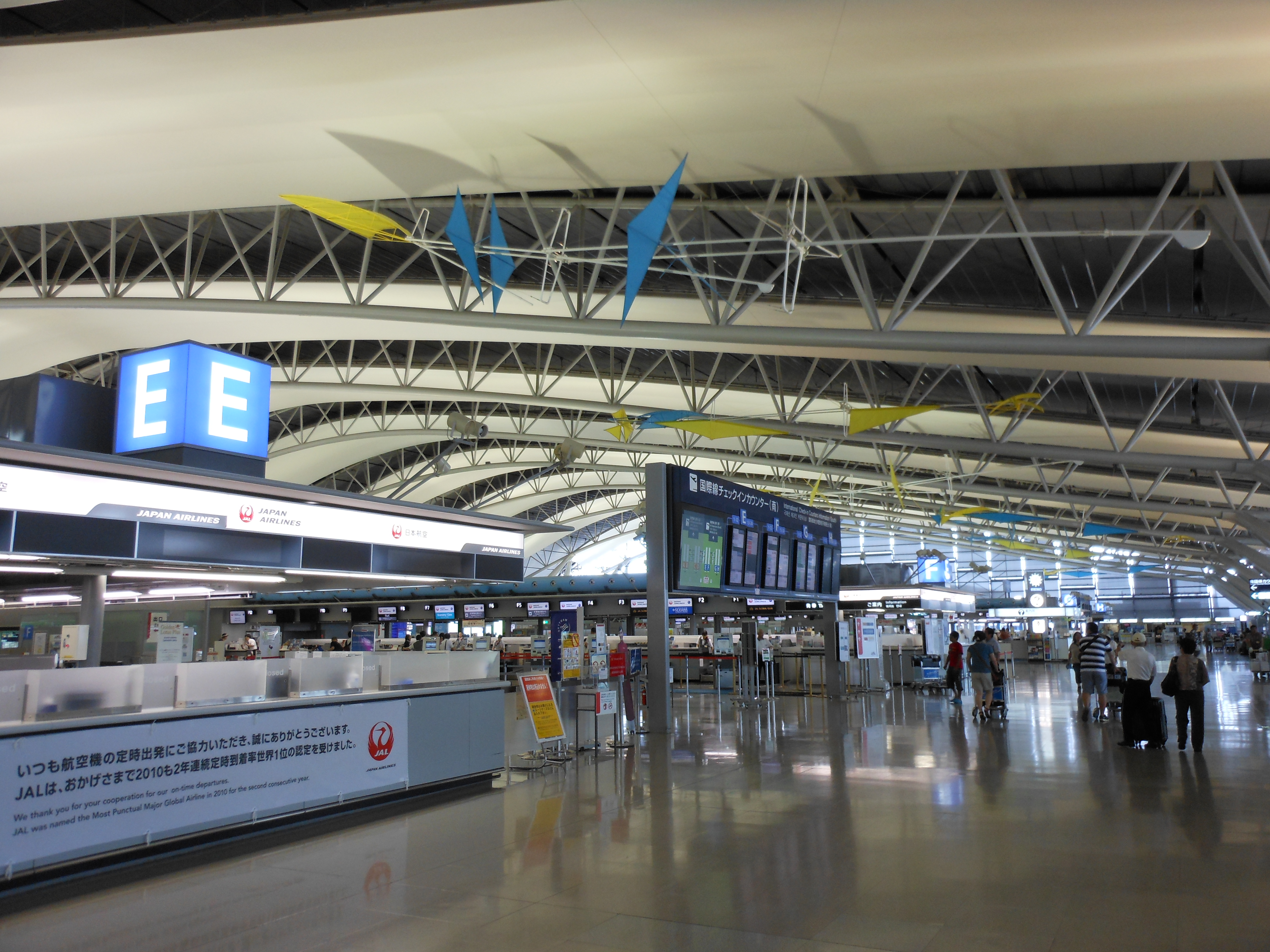
Аэропорт Кансай, Осака

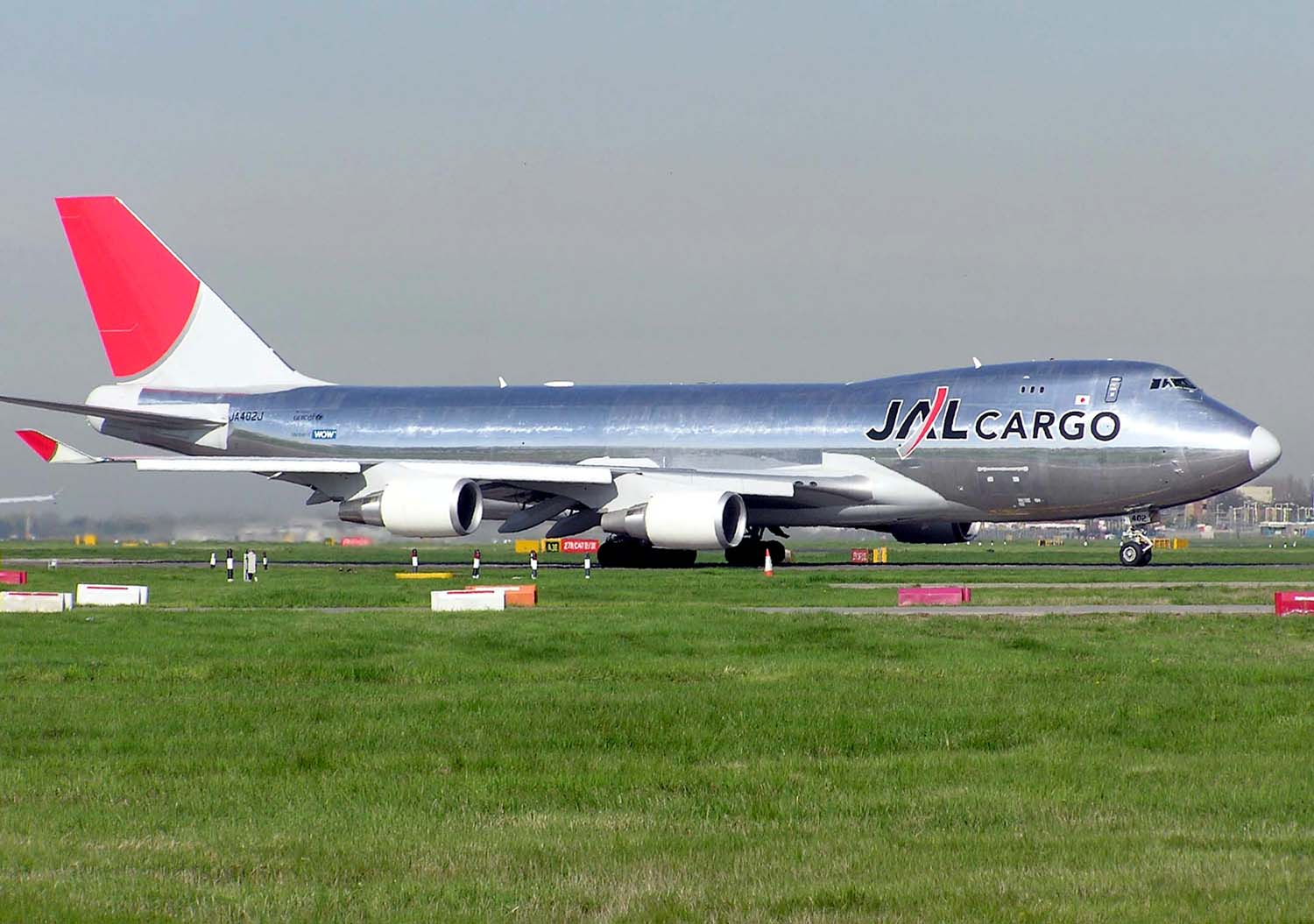
Boeing 747-400F грузового подразделения компании Japan Airlines JAL CARGO

В Японии имеется большое количество аэропортов. Главными международными аэропортами Японии являются Нарита (район Токио), Кансай (район Осаки/Кобэ/Киото) и Тюбу (район Нагоя). Главный внутренний центр — аэропорт Токио (аэропорт Ханэда), самый оживленный аэропорт Азии и 4-й самый оживленный аэропорт в мире; другие крупные транспортные центры включают аэропорт Осаки (аэропорт Итами), новый аэропорт Титосэ вне Саппоро, и аэропорт Фукуоки. По оценкам, существует 15 вертолетных станций (2012 год).
Две главные авиалинии Японии — All Nippon Airways и Japan Airlines. Другие пассажирские авиакомпании включают Skymark Airlines, Solaseed Air, Air Do, Star Flyer и Fuji Dream Airlines. United Airlines и Delta Air Lines, Northwest Airlines (раньше), являются основными международными операторами аэропорта Нарита. С этим открытием откроется новый международный терминал и число взлетов и посадок должно увеличиться до 407 000.
Внутренние воздушные перевозки в Японии исторически строго регулировались. С 1972 года трем крупнейшим авиакомпаниям (JAL, ANA, и JAS) были выделены определённые маршруты. Стоимости авиабилетов устанавливались правительством до 2000 года, хотя у авиакомпаний была свобода приспособить стандартные тарифы за проезд, начиная с 1995 года (когда были разрешены скидки до 50 %). Сегодня плата за проезд может быть установлена авиакомпаниями, но правительство сохраняет право наложить вето на плату за проезд, если она будет очень высока.

## Морской транспорт

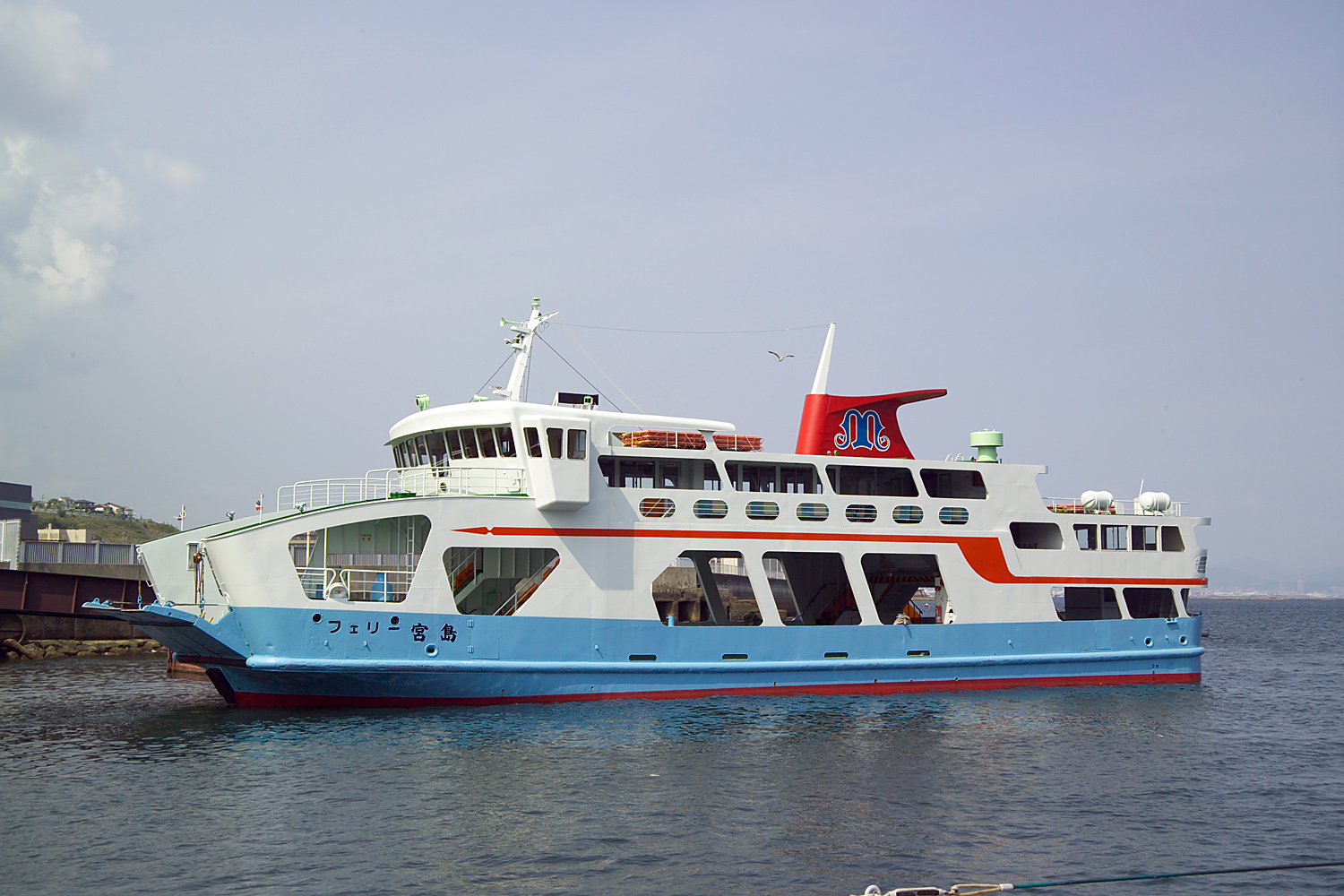
Паром Миядзима на Внутреннем Японском море

В экономике Японии морской транспорт играет очень важную роль. Японские острова не богаты полезными ископаемыми, поэтому ежегодно страна восходящего солнца вынуждена ввозить несколько сотен миллионов тонн промышленного сырья, топлива, пищевых продуктов и других грузов. Практически весь внешнеторговый грузооборот монополизирован морским транспортом. Морские сообщения важны для грузоперевозок и внутри Японии, поскольку при небольшой ширине Японских островов любая часть этой страны находится вблизи моря, а хозяйственная деятельность почти полностью сконцентрирована на морском побережье.
Морской транспорт для Японии имеет исключительное значение как в каботажных, так и в международных связях. По тоннажу морского флота Япония занимала и продолжает занимать первые места в мире, хотя за последнее время почти половина его передана под «удобные флаги». Берега страны усеяны портами, из них 120 имеют международный статус. Самыми загруженными является портовые комплексы Токийского и Осакского заливов и Нагои. Двадцать два крупных морских порта, определяемые как специальные важные порты Министерством земли, инфраструктуры, транспорта и туризма Японии, включают города Тиба, Тояма, Химедзи, Хиросима, Кавасаки, Китакюсю, Кобе, Кудамацу, Муроран, Нагоя, Ниигата, Осака, Сакаи, Сендай/Сиогама, Сидзуока, Симоносеки, Токио, Томакомай, Вакаяма, Йоккаити и Иокогама.
Актуальной для Японии остаётся проблема сообщения между островами. Действуют постоянные паромные переправы и регулярные морские линии. Паромы связывают между собой четыре главных острова, а также меньшие острова. И, хотя количество прибрежных паромов на основных островах сократилось из-за увеличения строительства мостов и скоростных автомагистралей, некоторые из них ещё действуют. Существуют также регулярные и нерегулярные международные паромные линии в Китай, Россию, КНДР, Южную Корею и Тайвань.

Основные экспортные грузопотоки морским транспортом из зарубежных стран в Японию
Международные паромные линии Японии
Внутренние паромные линии Японии

## Трубопроводы
У Японии имеется 174 км трубопроводов для сырой нефти, 322 км для нефтепродуктов, и 4 456 км для природного газа.